# José García y Ramos

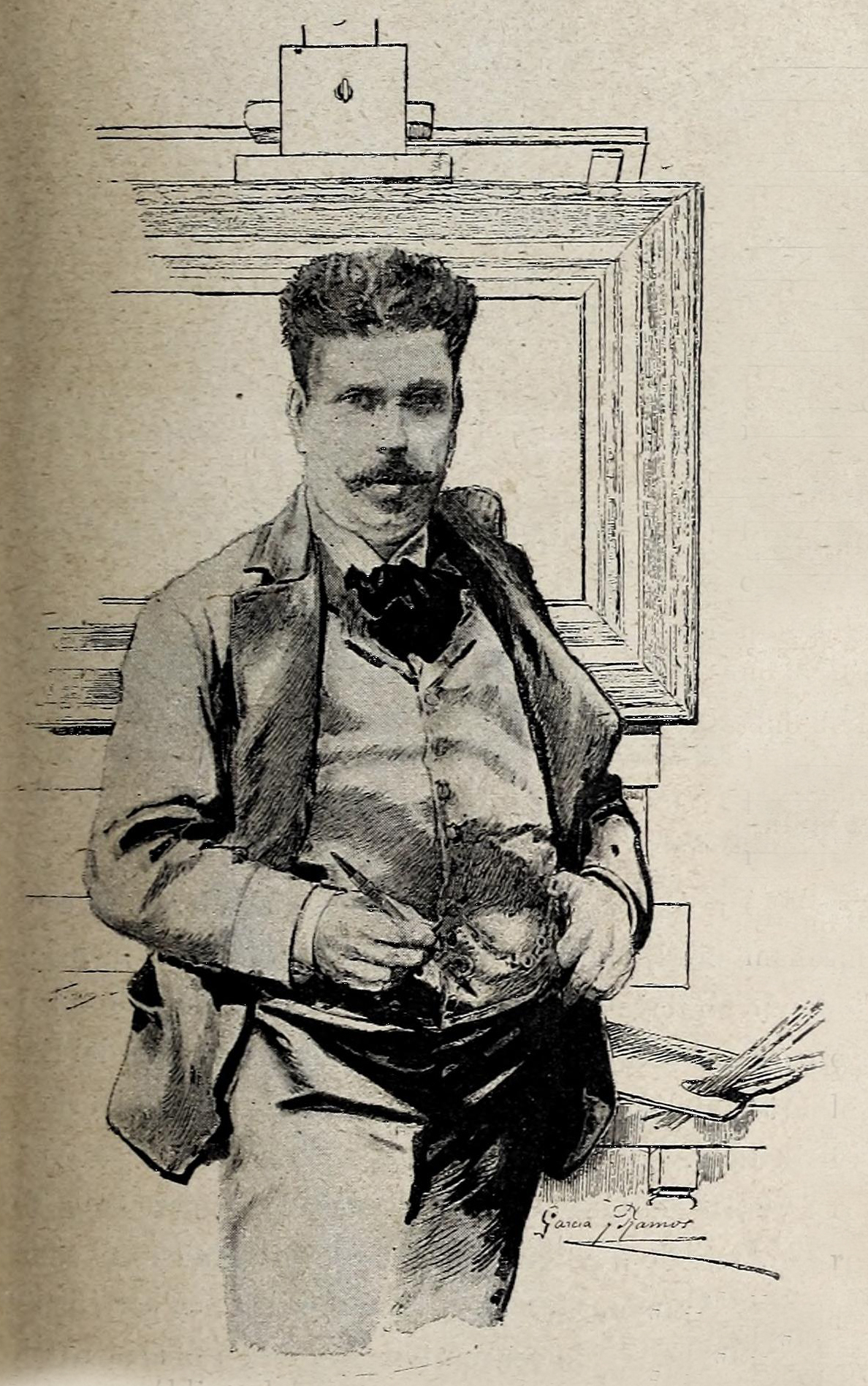
Autorretrato (c. 1894)

José García y Ramos (Sevilla, 1852-ibídem, 1912) fue un pintor e ilustrador español.

## Biografía

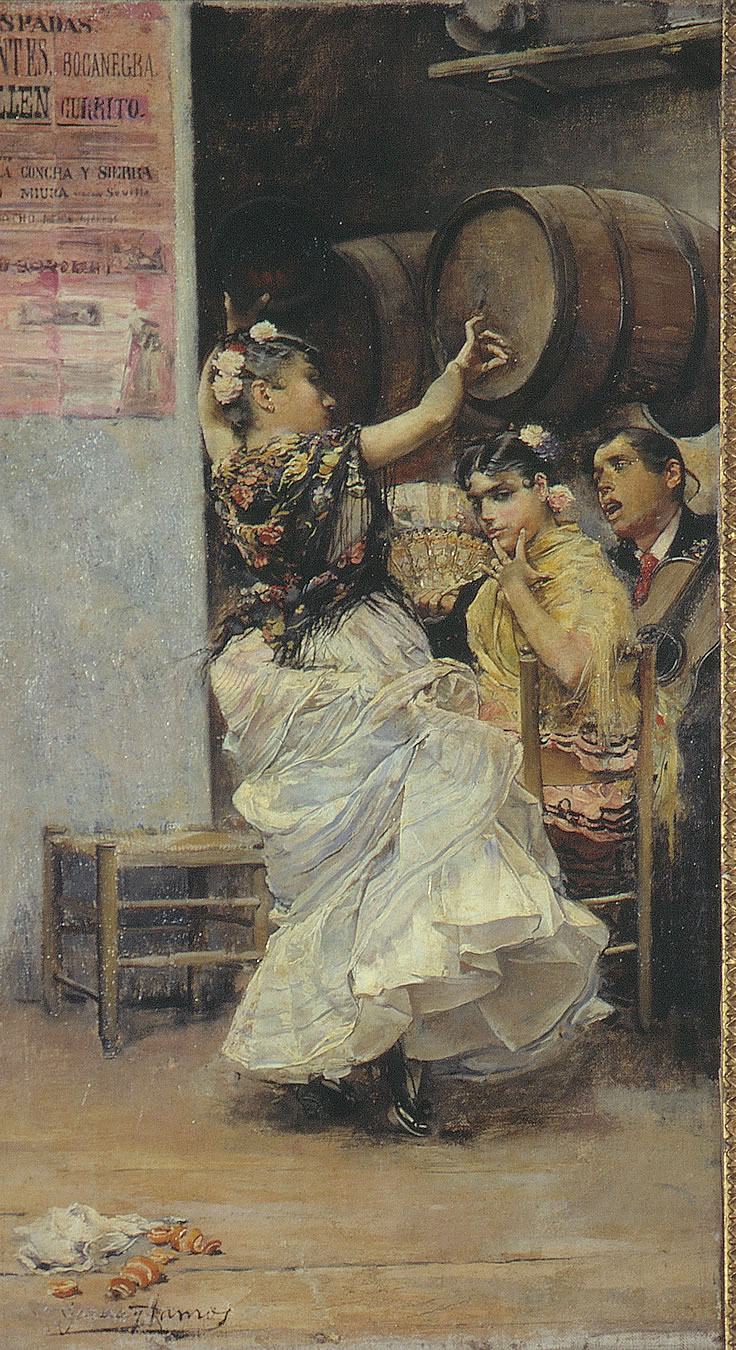
Baile por bulerías (1884). Museo de Bellas Artes de Sevilla.

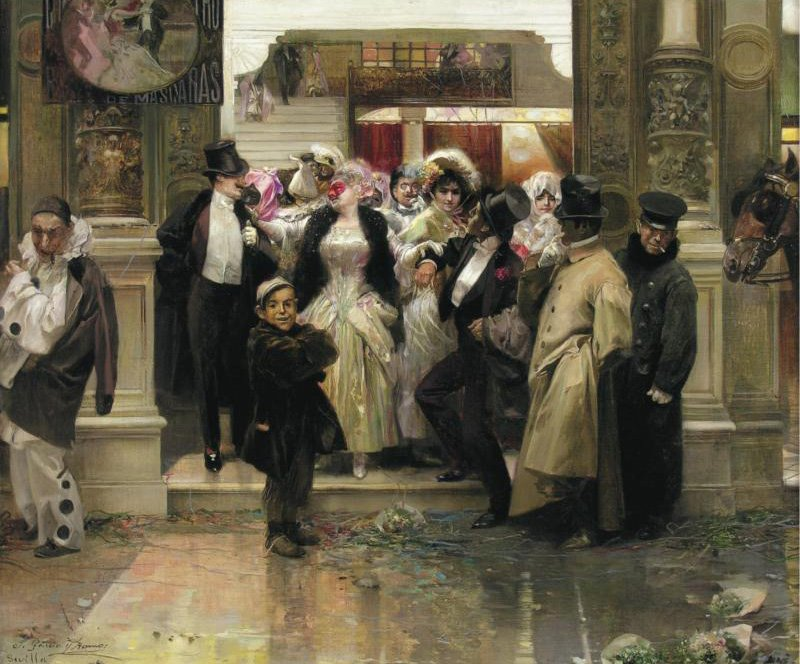
Salida de un baile de máscaras (1905)

Fue alumno de la Escuela Provincial de Bellas Artes de Sevilla desde muy joven, completando su formación en el taller de José Jiménez Aranda, con el que viajó a Roma en 1872. En dicha ciudad se ganó la vida con pinturas de pequeño formato con paisajes y personajes andaluces, teniendo una gran aceptación ese tipo de obras. En Roma conoció a Mariano Fortuny que influyó notablemente en su obra posterior. Algunas de sus obras más conocidas son La cofradía, La salida de un baile de máscaras, El primer ensayo, el Rosario de la Aurora o Cortejo español (Museo Carmen Thyssen Málaga). Una de sus obras más bellas se titula Joven con pandereta/ de rico colorido y perfección técnica en el dibujo. En 1877 visitó Nápoles y Venecia y en 1882 regresó a España tras una estancia en París. En Sevilla fue nombrado profesor de la Escuela de Artes Industriales y académico de la de Santa Isabel. Trabajó también como ilustrador en publicaciones como La Ilustración Artística, La Ilustración Española y Americana y Blanco y Negro. 
Todo lo anterior indica la existencia de una etapa de transición en la trayectoria de García Ramos, entre la de su insistente presencia en las ilustraciones de publicaciones de enorme divulgación –en la que llevaría a su máxima cota de calidad el género costumbrista–, y la última de su vida, caracterizada por un cierto decaimiento anímico y bien diferenciada por la recurrente utilización de tonos pardos (1900-1912). Ahora refleja un latente ensimismamiento y una sobresaliente técnica pictórica, tal como si el artista solo quisiera recrearse en la plasmación de los modelos como adecuada excusa del desarrollo, per se, de su pintura. Justamente, cuando acometió la ejecución de estos lienzos, era el pintor más preeminente de su época en Sevilla  –posición que compartió con gusto con su admirado José Jiménez Aranda, algo que prueba su nombramiento como académico numerario de la Real de Bellas Artes de Santa Isabel de Hungría de Sevilla en 1893[4], después de haberse atraído la atención de la oficialidad en el seno de la autogestionaria, artísticamente hablando, Academia Libre de Bellas Artes de Sevilla desde su fundación en 1872.
Efectivamente, en la última década de la centuria decimonónica, se dieron las circunstancias favorables para esta posición en la cúspide de la Escuela sevillana de pintura al coincidir cronológicamente con la época otoñal de Eduardo Cano de la Peña, su propio maestro académico, ya que la persona que lo inspiraría en lo formal, sería Jiménez Aranda. Cano fue el artista que personificó la oficialidad hispalense en grado sumo durante los veinte años anteriores, que corresponden, efectivamente, con la etapa en la que García Ramos se formó y después probó suerte con la pintura de casacón en Roma (1872-1875, 1877-1880), París (1881) y otros lugares de España, casi siempre siguiendo a Jiménez Aranda. Cuando García Ramos se estableció en Sevilla al declinar el siglo, su consagración artística vino como consecuencia de la alternativa que planteó con la práctica de la pintura costumbrista, una tipología que deshabilitaba en el escenario cotidiano de la ciudad del Guadalquivir las dos grandes tendencias internacionales propias de las décadas anteriores: la pintura de Historia de Eduardo Cano y la de casacón de Jiménez Aranda, renombrada recientemente esta última como pintura neorrococó[9]. La invitación de García Ramos era un nuevo costumbrismo, alejado del romántico y murillista que, entre 1830 y 1870, aproximadamente, desplegaron los Domínguez Bécquer, los Cabral Bejarano o los Hispaletos. El suyo era, por contra, un costumbrismo realista, que no reproducía la imagen de la Sevilla creada por los viajeros foráneos –y que solo existía en su literatura de viajes y en la pintura que encargaban ex profeso–, sino la cotidiana y real que, con gracia popular, aun se daba con frecuencia y naturalidad en determinados enclaves urbanos.
Falleció en 1912 en Sevilla.

## Estilo
Se trata de un pintor perteneciente a la escuela decimonónica sevillana y uno de sus máximos exponentes. Su dibujo es grácil y su pincelada colorista.
Sus temas preferidos son de carácter costumbrista y se le reconoce en muchos ámbitos como el más importante exponente de la pintura regionalista andaluza de su tiempo. La mayoría de sus obras reflejan la vida diaria de la Sevilla de finales del siglo XIX. A su memoria se dedicó una glorieta en los Jardines de Murillo de la capital hispalense, en 1917 a propuesta de un grupo de artistas sevillanos. El Ayuntamiento aceptó la propuesta, siendo los propios artistas los que financiaron las obras. La citada glorieta se finalizó en 1923. Este nuevo costumbrismo, encarnado, elaborado y dispersado por los elementos autóctonos del nuevo siglo será el regionalismo, un estilo que, necesitado de relieve representativo y público, saltó pronto del lienzo para elevarse en la arquitectura, la ilustración, la fotografía o el cartel. De alguna manera, el regionalismo no pretendía, como el costumbrismo, contentar a los visitantes con las gracias de la ciudad, sino erigir la propia urbe –o la región por extensión–, como baluarte de esencias propias y distinguidas de las de otras latitudes que habían sido, irremisiblemente, laminadas por el avance industrial, y presentarlas, si era posible, como un humilde, pero válido, modo de vivir y de sentir. En esa dirección, la obras que, como estas de García Ramos, soslayan la anécdota de la pelea de grupo en la taberna o de la pareja de novios pelando la pava, para centrarse en un figura femenina en solitario y plena de un contenido encanto popular, no hacen más que suscribir la idea regionalista que explicitarán en el cambio de centuria José María Izquierdo, Mas y Prat o los hermanos Álvarez Quintero en literatura, Blas Infante en política, Aníbal González en la arquitectura o Castillo Lastrucci en la imaginería anterior a la Guerra Civil, acreditando así un terreno que dará su mayor fruto en la Exposición Iberoamericana de 1929 en el urbanismo y en la conciencia de la ciudad. Para conseguirlo era necesario plasmar lo popular con la máxima naturalidad posible, ya fuese en los gestos –nunca exagerados o teatrales, sino gráciles y bellos–, o en la manera de hablar o emocionarse del ideal pueblo andaluz, nunca impostado, sino destilado síntoma del resultado de la acumulación cultural durante milenios en el sur de la península ibérica.